# Lijst van nummer 1-hits in de Radio 2 Top 30 in 2024
Deze hits stonden in 2024 op nummer 1 in de Vlaamse Radio 2 Top 30.
| Nummer | Datum        | Artiest                | Titel                    |
| ------ | ------------ | ---------------------- | ------------------------ |
| 824    | 6 januari    | Teddy Swims            | Lose Control             |
|        | 13 januari   | Teddy Swims            | Lose Control             |
|        | 20 januari   | Teddy Swims            | Lose Control             |
| 825    | 27 januari   | Dua Lipa               | Houdini                  |
|        | 3 februari   | Dua Lipa               | Houdini                  |
| 826    | 10 februari  | Noah Kahan             | Stick Season             |
| 825    | 17 februari  | Dua Lipa               | Houdini                  |
| 826    | 24 februari  | Noah Kahan             | Stick Season             |
|        | 2 maart      | Noah Kahan             | Stick Season             |
| 827    | 9 maart      | Pommelien Thijs        | Het beste moet nog komen |
|        | 16 maart     | Pommelien Thijs        | Het beste moet nog komen |
|        | 23 maart     | Pommelien Thijs        | Het beste moet nog komen |
| 828    | 30 maart     | Beyoncé                | Texas Hold 'Em           |
|        | 6 april      | Beyoncé                | Texas Hold 'Em           |
|        | 13 april     | Beyoncé                | Texas Hold 'Em           |
|        | 20 april     | Beyoncé                | Texas Hold 'Em           |
|        | 27 april     | Beyoncé                | Texas Hold 'Em           |
|        | 4 mei        | Beyoncé                | Texas Hold 'Em           |
|        | 11 mei       | Beyoncé                | Texas Hold 'Em           |
| 829    | 18 mei       | Joost                  | Europapa                 |
| 830    | 25 mei       | Metejoor               | Groot                    |
| 828    | 1 juni       | Beyoncé                | Texas Hold 'Em           |
| 831    | 8 juni       | Hannah Mae & Maksim    | Ik wil dat je liegt      |
|        | 15 juni      | Hannah Mae & Maksim    | Ik wil dat je liegt      |
| 832    | 22 juni      | Dasha                  | Austin                   |
| 833    | 29 juni      | Mark Ambor             | Belong Together          |
| 834    | 6 juli       | Sabrina Carpenter      | Espresso                 |
| 833    | 13 juli      | Mark Ambor             | Belong together          |
|        | 20 juli      | Mark Ambor             | Belong together          |
|        | 27 juli      | Mark Ambor             | Belong together          |
|        | 3 augustus   | Mark Ambor             | Belong together          |
| 831    | 10 augustus  | Hannah Mae & Maksim    | Ik wil dat je liegt      |
| 835    | 17 augustus  | Shaboozey              | A Bar Song (Tipsy)       |
| 831    | 24 augustus  | Hannah Mae & Maksim    | Ik wil dat je liegt      |
| 833    | 31 augustus  | Mark Ambor             | Belong together          |
| 831    | 7 september  | Hannah Mae & Maksim    | Ik wil dat je liegt      |
| 834    | 14 september | Sabrina Carpenter      | Espresso                 |
| 831    | 21 september | Hannah Mae & Maksim    | Ik wil dat je liegt      |
|        | 28 september | Hannah Mae & Maksim    | Ik wil dat je liegt      |
|        | 5 oktober    | Hannah Mae & Maksim    | Ik wil dat je liegt      |
| 835    | 12 oktober   | Shaboozey              | A Bar Song (Tipsy)       |
|        | 19 oktober   | Shaboozey              | A Bar Song (Tipsy)       |
| 836    | 26 oktober   | Pommelien Thijs & MEAU | Het midden               |
|        | 2 november   | Pommelien Thijs & MEAU | Het midden               |
| 835    | 9 november   | Shaboozey              | A Bar Song (Tipsy)       |
| 836    | 16 november  | Pommelien Thijs & MEAU | Het midden               |
|        | 23 november  | Pommelien Thijs & MEAU | Het midden               |
| 835    | 30 november  | Shaboozey              | A Bar Song (Tipsy)       |
| 836    | 7 december   | Pommelien Thijs & MEAU | Het midden               |
| 835    | 14 december  | Shaboozey              | A Bar Song (Tipsy)       |
| 836    | 21 december  | Pommelien Thijs & MEAU | Het midden               |
|        | 28 december  | Pommelien Thijs & MEAU | Het midden               |